# Чума Іван Михайлович
Чума Іван Михайлович — старший сержант, Державна прикордонна служба України.
Станом на лютий 2017-го — дільничний інспектор прикордонної служби, Чопський прикордонний загін.

## Нагороди
8 вересня 2014 року — за особисту мужність і героїзм, виявлені у захисті державного суверенітету та територіальної цілісності України, вірність військовій присязі під час російсько-української війни, відзначений — нагороджений орденом «За мужність» III ступеня.